# Còmic
Per als artistes dedicats a fer riure, vegeu comèdia.

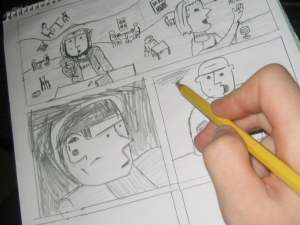
Un dibuixant dissenyant una historieta

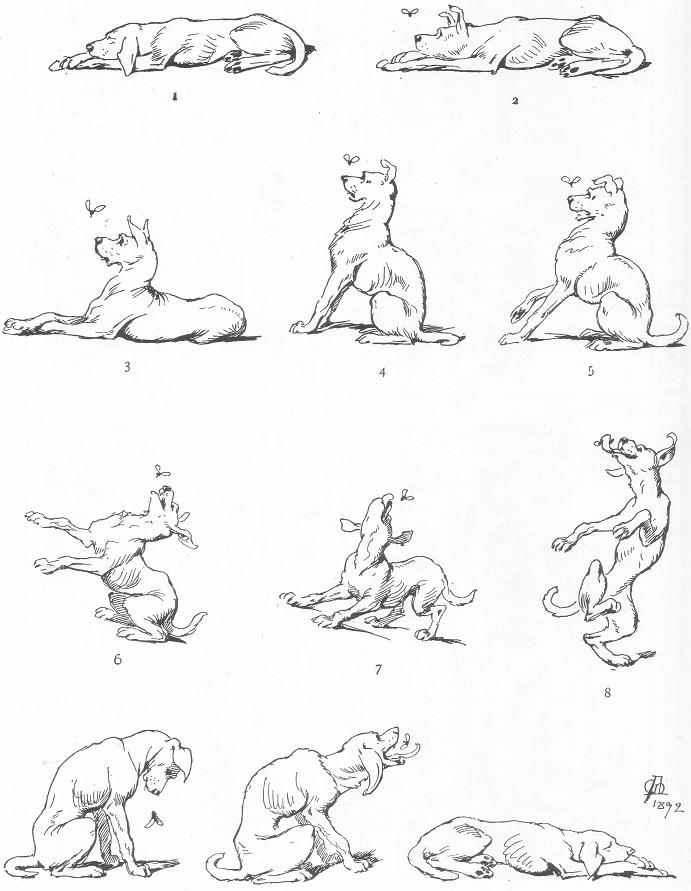
Popular il·lustració d'Apel·les Mestres

Un còmic o historieta il·lustrada és una narració realitzada mitjançant una seqüència d'imatges o il·lustracions juxtaposades de forma deliberada, que tenen com a objectiu transmetre una història o qualsevol informació al lector i provocar una impressió estètica. Per fer-ho, els autors de còmics utilitzen tot un seguit de recursos gràfics. Will Eisner, autor i teòric del còmic, també el definia com art seqüencial. Alguns dibuixants de còmic el consideren el "novè art".
A Catalunya, a mitjan segle xx, el còmic era conegut com a "Patufet" a causa de la popularitat de la revista En Patufet i com a "tebeo" per causa de la difusió de 1917 al 1998 de la revista TBO,
L'origen remunta a les il·lustracions satíriques i iròniques, predecessores del còmic modern. Actualment, la diversitat de gèneres és la mateixa que en qualsevol altre llenguatge artístic. Molts estudiosos consideren que un còmic només ho és en tant que és reproduït i difós per mitjans mecànics. Altres, especialitzats en el disseny i la comunicació supralingüística no exigeixen que un còmic sigui difós de forma massiva per considerar-lo com a tal.

## Història

### Antecedents del còmic

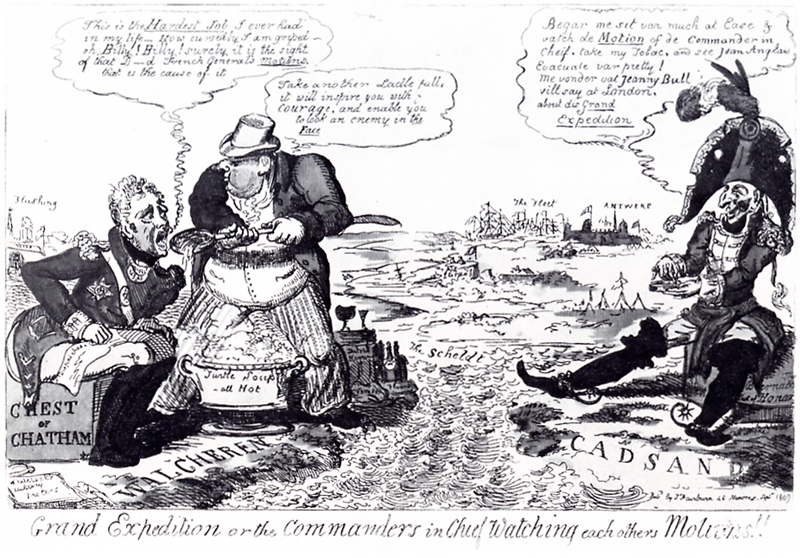
Caricatura de 1809, integrant els diàlegs en globus.

Existeix una forta controvèrsia sobre quin va ser el primer còmic, en funció de si es fa servir una definició més o menys restrictiva.
Alguns sostenen que l'origen del còmic es remunta a l'antiguitat. Es podria dir que les pintures rupestres, pintades en les grutes com la de Lascaux a França, les Coves d'Altamira a Cantàbria o d'altres a Itàlia, Algèria o a la Xina poden ser considerades com historietes, car alguns interpreten que relaten històries mitjançant les imatges. Els frescos i relleus egipcis, grecs, romans i asteques també s'ajusten a aquesta definició. D'aquesta manera, els jeroglífics egipcis i la columna trajana es trobarien entre els antecessors del còmic.
A l'edat mitjana europea, la historieta en suports com els vitralls i els tapissos o domassos seria millorada en els manuscrits il·luminats que poden considerar-se com els primers llibres de còmics. Les Cantigas de Santa María, realitzades probablement entre 1260 i 1270 pel taller d'Alfons el Savi, són considerades com el manuscrit medieval més pròxim a un còmic actual. Juntament amb la Bíblia Maciejowski (nord de França, c. 1250), les Cantigas de Santa María, escrites en gallec, són el primer còmic amb el text al peu que posseeix vinyetes i bafarades de diàleg. Poc després, a finals del segle xiii i a principis del segle xiv, el mallorquí Ramon Llull va fer servir imatges amb bafarades per il·lustrar alguns dels seus llibres.
Tanmateix, altres estudis consideren el còmic com un producte cultural de la modernitat industrial i política occidental que va sorgir en paral·lel a l'evolució de la premsa, primer mitjà de comunicació de masses. D'aquesta manera, una historieta només ho seria en tant que fos reproduïda per mitjans mecànics i difosa massivament, relacionant el seu origen amb el de la caricatura i la impremta. En aquest sentit un directe precedent del còmic és l'auca.

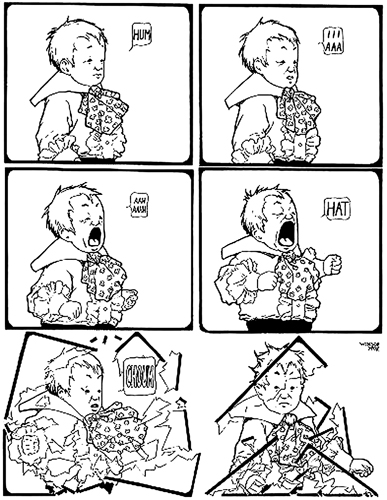
Còmic del 1906, que juga amb la divisió de la pàgina en vinyetes metallenguatge

Tot i que Gutenberg havia introduït la impremta de tipus mòbils a Occident el 1446, la reproducció massiva del dibuix no va ser possible fins al 1789, any en què s'inventà la litografia. A diferència d'altres tècniques com el gravat, la litografia permetia tècnicament la impressió directa sobre la pàgina sense cap procés humà intermedi, gràcies a planxes resistents a múltiples premsades.

### El naixement del còmic

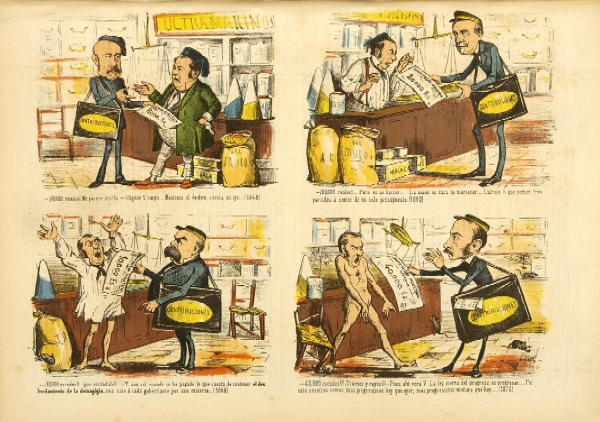
Historieta còmica de Tomàs Padró, publicada a La Flaca, el 8 de maig de 1870.

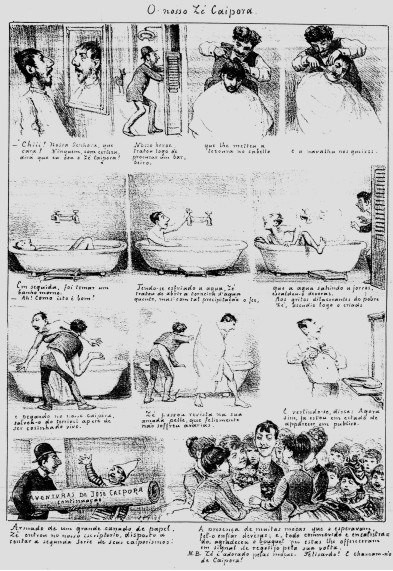
"O nosso Zé Caipora" (Revista Il·lustrada, Brasil, 1886) d'Angelo Agostini.

La història dels còmics segueix diferents camins a les diferents cultures. El còmic europeu, amb l'antecedent dels cicles morals del caricaturista anglès William Hogarth, que desenvolupava la carrera d'un personatge en una desena de gravats, es fixa en l'obra del franc-suís Rodolphe Töpffer i la seva Histoire de M. Jabot, publicada el 1833, que varen seguir uns altres sis àlbums. El seu Assaig sobre fisonomia de 1845 és considerat com el primer text sobre teoria del còmic.
El desenvolupament del còmic a Europa es va produir gràcies a les revistes clàssiques setmanals o mensuals. Així, el novembre de 1830, la revista francesa La Caricature, inauguraria la tradició contemporània de la caricatura política llançant una campanya contra Lluís Felip d'Orleans «El Rei Burgès» per mitjà d'imatges satíriques de creadors de la talla de Daumier o Gustave Doré. El testimoni de La Caricature seria recollit per Le Charivari, que expurgà la crítica política a favor del motlle de simple revista d'humor.
Inspirada en Le Charivari, la revista britànica Punch Magazine (1841) va ser el motor de l'expansió mundial del còmic. De periodicitat mensual, Punch es dirigiria a un nou sector recolzat també per la revolució social i industrial: la infància. A la novetat del projecte de Punch s'uniria una reconeguda qualitat de la mà d'il·lustradors com John Tenniel, conegut per les il·lustracions d'Alícia al país de les meravelles de Lewis Carroll.
El model de Punch fou imitat a tot el món. A Alemanya donaria lloc a Fliegende Blätter (1848), en el qual debutaria l'excepcional Wilhelm Busch, autor d'un dels còmics més avançats del seu temps, Max i Moritz (1865). Al Japó va sorgir Japan Punch (1862). I el que tingué més transcendència als EUA inspiraria les revistes Puck (1871), Life i Judge, veritable camp de proves del còmic de premsa en què varen començar, entre d'altres, Richard Felton Outcault i George Herriman.
A Espanya la rèplica vindria de la mà de revistes com La Flaca, de caràcter satíric, centrada en les caricatures i historietes de tipus polític i publicada a Barcelona entre el 27 de març de 1869 i el 3 de març de 1876.
Un grup d'experts reunits al Salone Internazionale dei Comics a Lucca (Itàlia) varen fixar com a data de naixement del còmic el 16 de febrer de 1896, dia de la publicació de la tira de premsa The Yellow Kid and his new Phonograph de Richard Felton Outcault en el New York World. Aquesta tira fou la primera a combinar l'organització del seu discurs en seqüència d'imatges i la integració de la paraula mitjançant globus. En coincidència, aquest mateix any, la revista anglesa Comic Cuts va establir el nom pel qual és coneguda aquesta forma artística.
L'ús dels globus per al text no s'introduiria en el còmic europeu fins al 1908 amb Les Pieds Nickelés de Louis Forton i no es generalitzaria fins després de la Primera Guerra Mundial amb Zig et Puce (1925) d'Alain Saint-Ogan. Fins llavors, els còmics europeus col·locaven els texts al peu de la vinyeta.

### El còmic a Catalunya

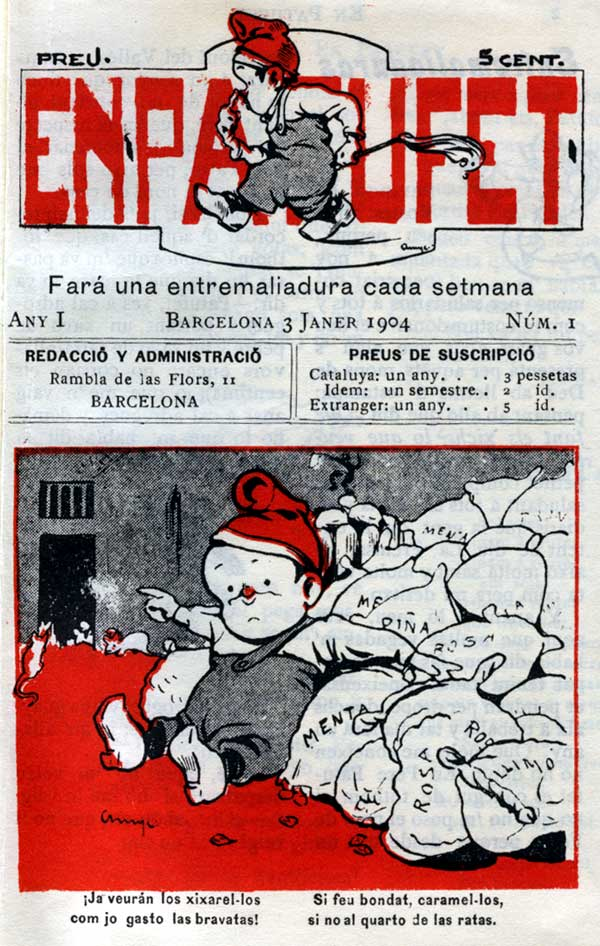
Primer número d'En Patufet (1904)

Els inicis del còmic català estan marcats per l'aparició de dos tipus de publicació ben diferents. D'una banda, trobem les revistes infantils, com En Patufet (en català) o Pulgarcito i TBO (en castellà). De l'altra, les revistes satíriques com L'Esquella de la Torratxa, ¡Cu-Cut!, El Be Negre o la valenciana La Traca, publicacions dirigides clarament a adults, tot i que no es consideren còmics sinó humor gràfic, on es criticava l'actualitat política. Ambdós tipus de publicació, però, coincideixen en una periodicitat setmanal i una estructura que barreja l'humor gràfic amb pàgines només de text.
La dictadura franquista va comportar la censura tant d'aquelles veus discordants amb el règim com de les expressions en llengua i cultura catalanes. Això va fer que la majoria de les publicacions abans esmentades desapareguessin, però a la vegada va provocar que les publicacions infantils en llengua castellana es consolidessin com un producte d'oci popular. Moltes d'aquestes revistes van comptar amb col·laboradors de les anteriors publicacions, com Josep Escobar o Opisso.
Durant la dècada dels 40 i 50 es van consolidant una sèrie de publicacions com Pulgarcito, d'Editorial Bruguera; el TBO; i Jaimito i Pumby d'Editorial Valenciana amb uns personatges que encara avui dia són recordats, especialment en el cas de l'escola Bruguera. A la vegada neix un nou gènere, el dels quaderns d'aventures, amb personatges com El Guerrero del Antifaz i Roberto Alcázar y Pedrín d'Editorial Valenciana o El Jabato i El Capitán Trueno d'Editorial Bruguera.
Des de la fi dels anys seixanta va renéixer el còmic en català de producció pròpia, amb la revista Cavall fort a la qual apareix Ot el Bruixot de Picanyol.
A les illes Balears, l'Associació d'Amics i Víctimes del Còmic promou activitats relacionades amb el còmic.
Amb retard, es produiria també un boom del còmic adult a Catalunya i Espanya que aviat passa a estructurar-se "per escoles identificades amb les revistes Cairo (1981-1991, Norma Editorial), El Víbora (1975-2005, La Cúpula) i Madriz (1984-1987, Ajuntament de Madrid, Gráficas Futura)". També s'ha de mencionar la revista Makoki (1982-1993), també editada al principi per Ediciones La Cúpula i més tard pel seu propi Editorial Makoki.
El 1997 la primera galeria d'art de l'Estat Espanyol dedicada a originals de còmics fou establida a València i s'anomenava La Guillatina.

### El còmic a la resta d'Europa
A Bèlgica apareixen sèries tan famoses com Tintín, creada per Hergé abans de la Guerra; Lucky Luke de Morris, Els barrufets de Peyo o Espirú d'André Franquin. Mentrestant, a França es publicava la revista Puntal, amb autors com Goscinny i Uderzo, els creadors d'Astèrix i Obèlix a les pàgines de Pilote, on també apareixerien Iznogoud de Tabary i Goscinny o Achille Talon de Greg. És la consolidació del còmic francobelga en general i de l'escola de Marcinelle en particular.
A Itàlia es produeix, durant els anys 50, un curiós fenomen. El setmanari Topolino de l'editorial Mondadori va publicar les historietes procedents de Walt Disney's Comics and Stories produïdes per autors americans com Floyd Gottfredson o Carl Barks. Aviat aquestes històries van resultar insuficients per omplir totes les pàgines de la publicació. És per això que, sota llicència, els responsables de l'editorial contractaren joves guionistes i il·lustradors italians com Guido Martina o Romano Scarpa, les historietes dels quals van ser un gran èxit de vendes.
A partir de 1962, es referma una nova consciència del còmic, sobretot a França i Itàlia, de tal forma que els intel·lectuals ja no ho abordaven des d'una perspectiva pròpia de la psicologia social, sinó des de l'estètica. Es van crear institucions per al seu estudi com el CELEG (Centre d'Etude des Littératures d'Expression Graphique), i el SOCERLID (Société d'Etudes et de Recherches des Littératures Dessinnées). Se celebren també congressos italians com els de Bordighera (1965) i Lucca (1966), així com una monumental exposició de còmics nord-americans i francesos al Museu d'Arts Decoratives del Palau del Louvre (1967) i una Biennal Mundial de la Historieta, a l'Institut Torcuato Di Tella (1968).
En aquesta dècada, es creen sèries d'aventures populars com Modesty Blaise (1963) de Peter O'Donnell i Jim Holdaway; Valerian, agent espaciotemporal (1967), de Pierre Christin i Jean-Claude Mézières, o Corto Maltès (1967) d'Hugo Pratt, mentre que altres com Mortadel·lo i Filemó de Francisco Ibáñez emprenen la seva etapa de més èxit.

### El còmic a Amèrica
Va ser als Estats Units on es va iniciar la publicació massiva de tires còmiques en els periòdics. La primera pàgina de còmic aparegué el 9 d'abril de 1893 en el periòdic The World. Precisament aquí s'hi van fer els primers experiments amb el color i Outcault crea Yellow Kid (xic groc, noi groc), personatge que reflecteix la vida dels baixos fons i es converteix en la principal atracció del diari.
En 1897 es crea per al "New York Herald", un nou personatge Buster Brown.

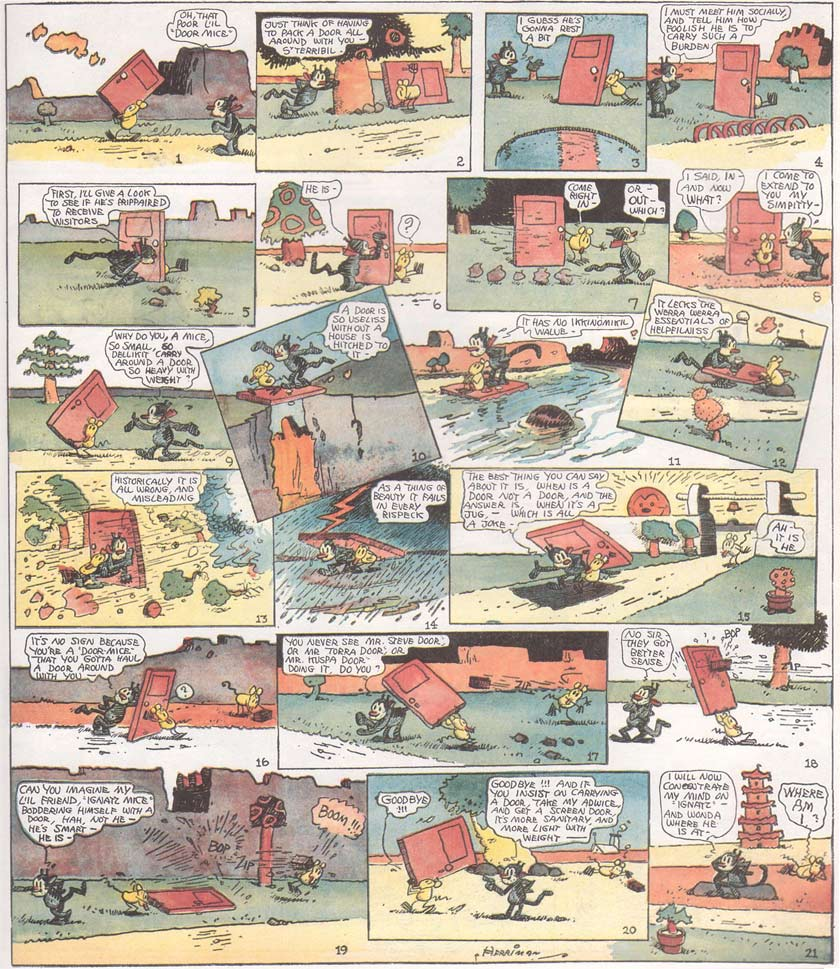
Dominical de Krazy Kat al 1922.

El treball de Rudolph Dirks, amb la seva obra Katzenjammer kids, és considerat el primer còmic pròpiament dit. Va aparèixer el 12 de desembre de 1897, i va tenir una gran acceptació pel públic, Dirk va introduir l'ús de la bafarada (també anomenada globus o fumets) que contenen el diàleg, donant-li més dinamisme al conjunt de la història gràfica. Però va ser Winsor McCay el vertader innovador del còmic, per la seva audàcia en l'enquadrament, la utilització de diferents plans i la bellesa dels seus dibuixos i arguments en obres com ara Little Nemo.
El 1934 apareix Flash Gordon, d'Alex Raymond i, de mica en mica, comencen a sorgir històries de personatges comuns que es caracteritzaven per ser herois, soldats, mags...
Els anys 30 és l'època dels gàngsters i era natural que el lector desitgés trobar el policia astut i dur; així que nasqué Dick Tracy.
Una de les tires més reeixides i apreciades són les que, dels dels anys 30 gent com Walt Disney feren als periòdics protagonitzades per Mickey Mouse. Tanmateix, cal notar que Disney prompte deixaria de guionitzar les tires còmiques, passant aquestes a les mans de Floyd Gottfredson, qui és considerat l'autor que ha tractat el personatge amb major virtuosisme.
El 1950 arriba la sèrie Peanuts, de Charles M. Schulz, amb personatges mundialment famosos com Charlie Brown i Snoopy.
També es van començar a publicar els comic books (revistes de còmics, llibrets d'historietes il·lustrades) als Estats Units (Max Gaines publica el primer comic book, Funnies on Parade el 1933). A mitjan dècada dels 30 sorgeixen publicacions com All Star Comics, Action Comics o Detective Comics de National Comics (actualment DC), que aviat esdevindria una de les majors companyies dels Estats Units.
Les històries comencen a augmentar en qualitat, els escriptors i dibuixants adquireixen un estil característic del còmic a què ara se l'anomena americà i sorgeixen històries de detectius, científics i personatges més atractius i amb habilitats superiors a les humanes, sempre salvant el planeta o la seva comunitat d'una catàstrofe major.
El 1938 arriben "superherois" com Superman i posteriorment altres com Batman (1939) o el Capità Amèrica i La Dona Meravella (1941).
Apareixen històries de terror, com Tales from the Crypt i sèries policíaques, com Secret Agent X-9.
Als anys 40, malgrat el gran èxit de les sèries més serioses, als EUA la publicació amb més vendes seria la humorística Walt Disney's Comics and Stories, on autors anònims que després esdevindrien referents com ara Carl Barks van donar vida a l'univers de l'Ànec Donald.
A l'Argentina els anys 40 varen significar un gran desenvolupament en els còmics. D'aquesta època són Patoruzú (antecedent gràfic d'Astèrix), o les tires de la revista Tía Vicenta. En els anys cinquanta el guionista Héctor Germán Oesterheld reuní Hugo Pratt, Alberto Breccia, Francisco Solano López, i creà el 1957 la reanomenada obra de El Eternauta. Aquest còmic de Buenos Aires és el primer antecedent del «còmic d'autor», després desenvolupat a Europa.
En els seixanta, una petita editorial acabaria revolucionant el mercat: Marvel Comics, amb la seva alma-mater Stan Lee i els dibuixants Jack Kirby i Steve Ditko reinventarien el gènere amb sèries com Els Quatre Fantàstics i, després, Spider-Man, L'increïble Hulk, Els Venjadors i X-Men.
El còmic contemporani americà té diversos èxits, com les tires de premsa de Mafalda de l'argentí Quino o Calvin i Hobbes de Bill Watterson.

### Manga

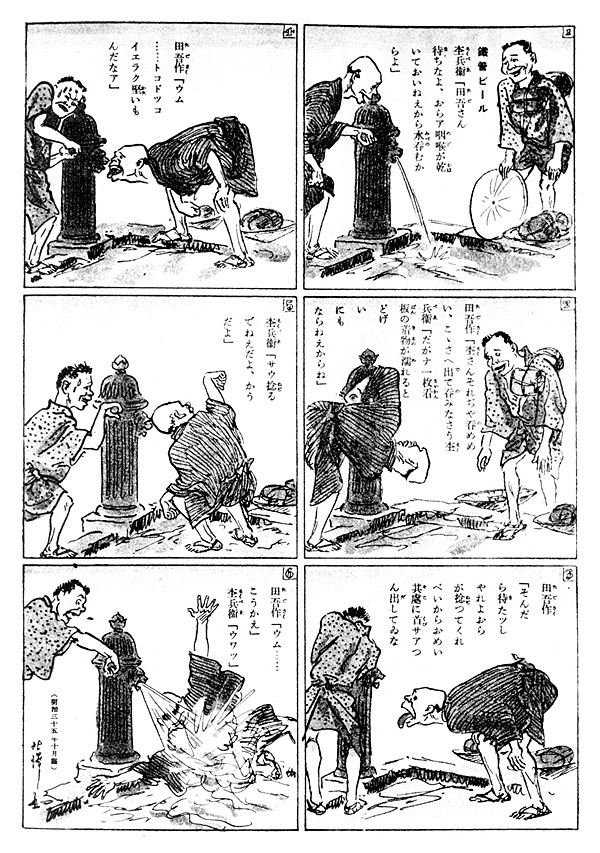
Viatge a Tokio de Tagosaku i Mokube (1902), considerat el primer manga, de Kitazawa.

Els còmics i caricatures japonesos (manga), tenen una història que ha estat vista des dels personatges antropomòrfics del Chōjū-jinbutsu-giga del segle xii al segle xiii fins als llibres toba-e dels segle xvii i kibyōshi del segle xviii. El kibyōshi contenia exemples d'imatges seqüencials, línies de moviment, i efectes de so.
Les revistes il·lustrades per a expatriats occidentals van introduir les caritcatures satíriques d'estil occidental al Japó a finals del segle xix. Es van popularitzar noves publicacions tant a l'estil occidental com al japonès i, a finals de la dècada de 1890, van començar a aparèixer suplements de còmics de diaris a l'estil americà al Japó, així com algunes tires còmiques nord-americanes. El 1900 es va produir l'estrena de Jiji Manga al diari Jiji Shinpō: el primer ús de la paraula "manga" "en el seu sentit modern, i on, el 1902, Rakuten Kitazawa va començar la primera tira còmica moderna japonesa. A la dècada de 1930, les historietes es van serialitzar a la revista mensual de noies i nois de gran tirada i es van recollir en volums de tapa dura.
L'era moderna del còmic japonès o manga, com es coneix avui dia, no es va consolidar fins després de la Segona Guerra Mundial gràcies a la tasca pionera d'Osamu Tezuka, tot i que autors com Hokusai són considerats precursors del manga.
L'editora Kodansha va canviar amb la seva revista Shonen Magazine la pauta de periodicitat mensual a setmanal, multiplicant la producció i reduint costs, amb l'objectiu d'atreure un públic femení amb obres com La Rosa de Versalles (1972) de Riyoko Ikeda o Candy Candy (1975-79) de Kyoko Mizuki i Yumiko Igarashi.
El 1988, gràcies a l'èxit de les versions en dibuixos animats d'Akira (1982-93), de Katsuhiro Otomo i Bola de Drac (1984-95) d'Akira Toriyama, el manga va començar a difondre's internacionalment. En el dia d'avui, el manga s'ha consolidat en la societat occidental, arribant a ser imitat per autors nord-americans i europeus i donant lloc a moviments com el amerimanga o La nouvelle manga. Els mangakes, com Jiro Taniguchi, guanyen prestigiosos premis internacionals; i el que és més important, la població juvenil occidental ha tornat a interessar massivament pel mig, com no passava a Europa des de la postguerra. Igualment proliferen gènere híbrids, que barregen les troballes del magna i el còmic occidental, com Sinfest.
D'altra banda, són moltes les editorials d'Europa i dels Estats Units dedicades al mercat del manga.

### Evolució cap a un públic menys juvenil

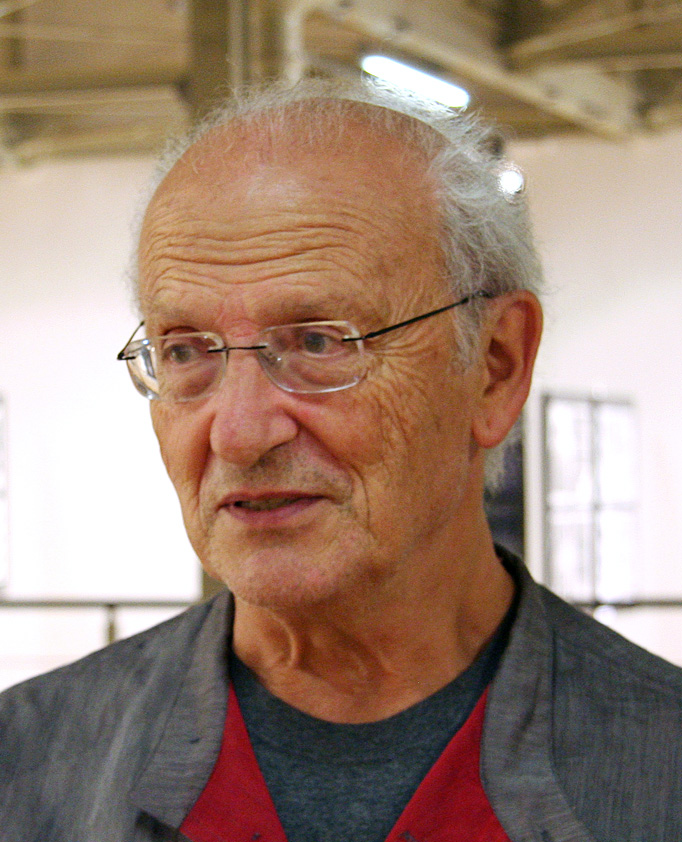
Jean Giraud el 2008.

A partir dels anys seixanta molts dels nous còmics estan orientats cap a un públic cada vegada menys juvenil:
- El Fumetto Nero italià va néixer el 1962 amb Diabolik de les germanes Angela i Lucianna Giussani;
- El nou western francobelga representat per El Tinent Blueberry (1963) de Charlier i Jean Giraud, i Comanche (1969), de Greg i Hermann;
- El rellançament del terror als EUA per part de la Warren amb les seves revistes Creepy (1964), Eerie (1966) i Vampirella (1969).
- El gekiga japonès, amb un estil que s'allunya del de Disney i que tracta nous temes com l'horror, l'erotisme, els yakuzas i els samurais. És el cas de Llop solitari i el seu cadell (1970), de Kazuo Koike i Goseki Kojima.
- Els còmics de superherois amb forts temes socials, com la reunió de Green Lantern (Llanterna verda, en català) i Green Arrow (Fletxa Verda) que Dennis O'Neil i Neal Adams van realitzar en 1970.

També va sorgir un important moviment contracultural, tant als Estats Units com al Japó, del qual sorgirien autors com Robert Crumb o Sanpei Shirato que el 1964 patrocinaria l'única revista underground de la història del manga, Garoa. Per la seva banda, els italians Guido Crepax i, ja als anys 80, Milo Manara i Eleuteri Serpieri conreen gairebé sense dissimular el còmic eròtic i pornogràfic.
S'experimentà també amb la composició de la pàgina, com fan el mateix Crepax o Jim Steranko. El maig de 1968, la revolució arriba a la revista francesa Pilote: Els dibuixants joves donaren un autèntic cop d'estat i aconseguiren fer, del que era una publicació infantil, tot un còmic d'avantguarda. El 1974, alguns d'aquests autors, com Moebius, decidiren llançar la seva pròpia revista de ciència-ficció que s'anomenaria Métal hurlant i que es convertirà en un model a seguir per europees i nord-americans. Una d'aquestes revistes, la britànica 2000 AE (1977) seria el brou de cultiu de tota una fornada de nous autors britànics que a partir de 1982 vindrien a revitalitzar el comic-book de superherois nord-americà amb obres com Watchmen (1986), d'Alan Moore i Dave Gibbons, al costat de nadius com Frank Miller.
En general, es pot dir que molts autors busquen un lector més adult, com els francesos Jacques Tardi o Gérard Lauzier, l'espanyol Carlos Giménez, el serbi Enki Bilal, l'italià Vittorio Giardino o els argentins Carlos Sampayo i José Muñoz, donant lloc al fenomen del còmic d'autor. Als Estats Units, un rediviva Will Eisner popularitzà el concepte de novel·la gràfica a partir de la seva Contrato con Dios (1978) i sorgiren autors alternatius com Dave Sim amb la seva sèrie Cerebus the Aardvark (1977), els germans Jaime Hernández, Gilbert Hernández i Mario Hernandez amb seva revista Love and Rockets (1981) i Stan Sakai amb Usagi Yojimbo (1984).
Encara que el còmic es desenvolupà en altres àmbits, com el món àrab i es van continuar produint obres molt populars, com les del guionista Jean Van Hamme (Thorgal, 1977 i XIII, 1983), a poc a poc va deixar de ser un mitjà massiu en la majoria dels països, creant-se formats més cars, com ara àlbums o revistes de luxe.

### Underground

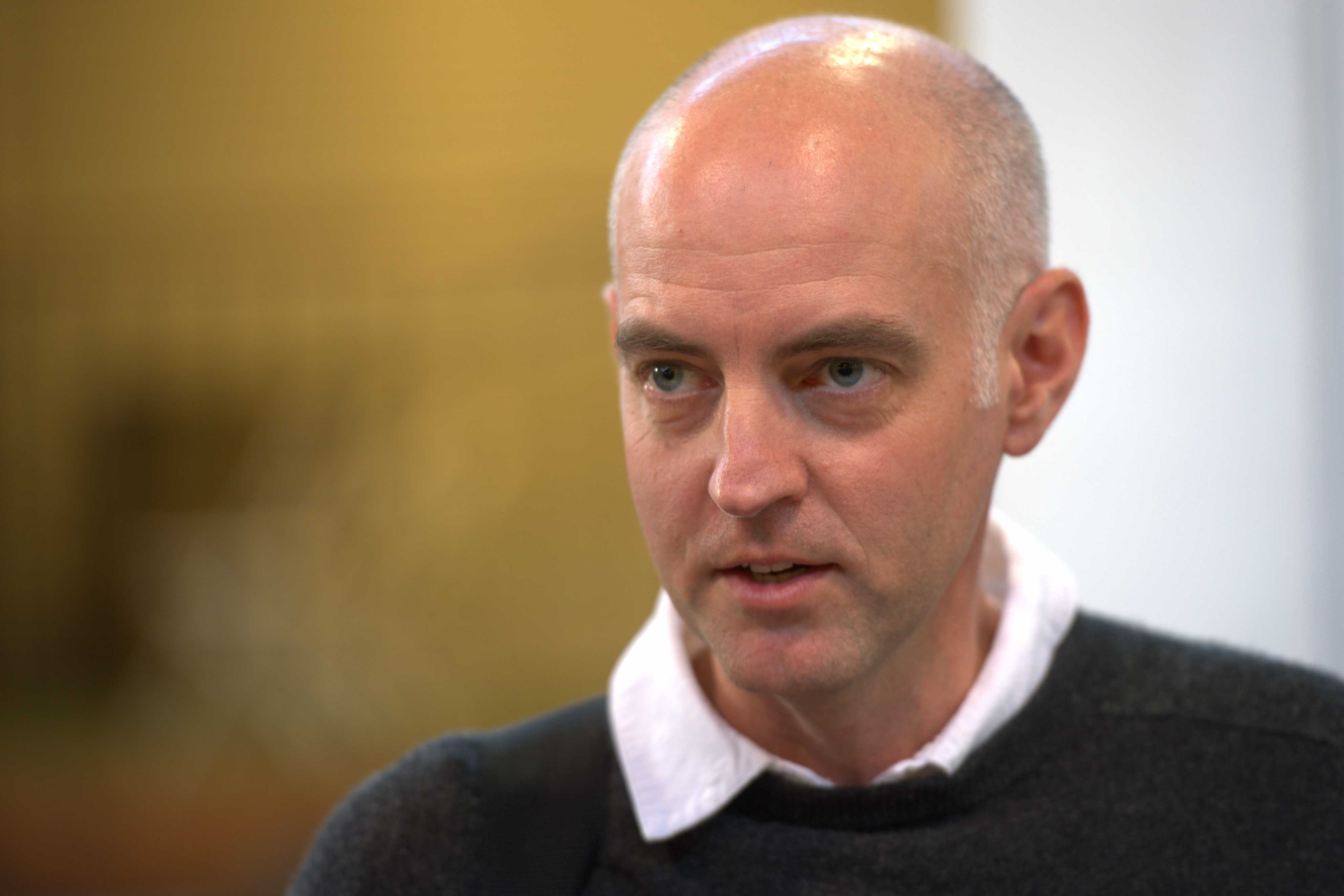
Daniel Clowes al 2010.

Les experiències d'edició underground dels 70 i 80 es transformen en un sòlid sector del mercat, afermant editorials com Fréon Éditions a Bèlgica, Cockroach a la Xina, Fantagraphics Books i Drawn and Quarterly als Estats Units, L'Association o Cornelius a França, Atrabile a Suïssa, etc. Els autors que publiquen, i que sovint s'autoediten, tendeixen sovint cap al costumisme (fins i tot autobiogràfic) i la historieta experimental, com és el cas dels nord-americans Peter Bagge, Daniel Clowes i Charles Burns, els francesos David B., Philipe Dupuy i Charles Berbería o la iraniana Marjane Satrapi. Maus d'Art Spiegelman arriba fins i tot a rebre el premi Pulitzer el 1992.
Alguns d'aquests autors no pretenen allunyar del gran públic ni dels gèneres més clàssics. Un bon exemple seria La masmorra, de Trondheim i Sfar, que s'inscriuen dins del subgènere de la fantasia heroica. Tampoc els artistes fundadors d'Image Comics el 1992, amb sèries com Spawn o The Maxx. De la mateixa manera, l'editorial DC Comics fundarien oficialment la línia Vertigo el 1993 per acollir l'obra d'autors britànics com Neil Gaiman o Grant Morrison.
En contrast, una de les tires més populars és Calvin i Hobbes (1985), de Bill Watterson, que ha recuperat elements de l'humor físic de la ja extinta època daurada de les tires de premsa. El gran supervendes del mercat francès també és protagonitzat per un infant: Titeuf, l'àlbum dotzè, arriba gairebé mig milió d'exemplars venuts el 2008.
El 2013 als Estats Units d'Amèrica es publicà 'Life', el primer còmic per a invidents i sense lletres escrites. Es publicà el 2014 a Mèxic el segon còmic en braille de la història: 'Sensus. El universo en sus ojos' guionitzat per Jorge Grajales i il·lustrat per Bernardo Fernández.

## Tipus de còmic

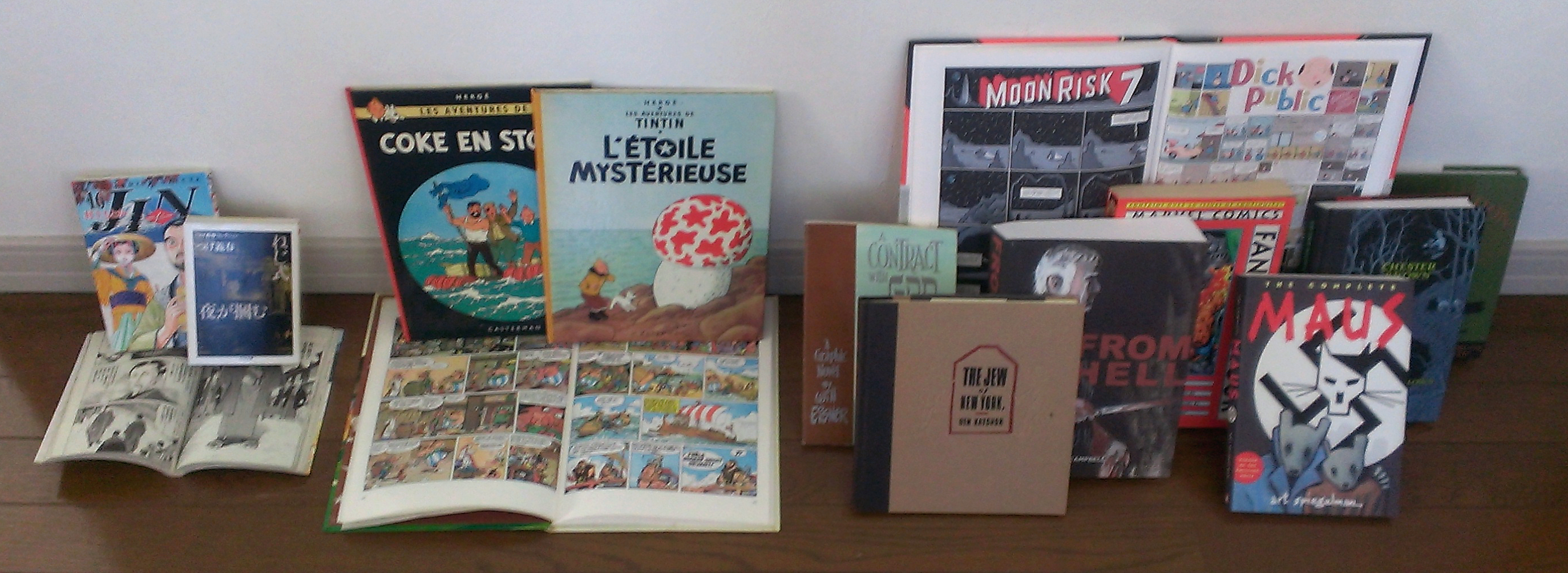
Mangas, còmics francobelges, comics i novel·les gràfiques. Un ventall de la diversitat cultural i editorial de l'univers polimorf del còmic.

Esquemàticament, hi ha diverses àrees i cultures relacionades amb el còmic a tot el món:
- Europa amb la bande dessinée franco-belga (estàndard d'imatges àmplies i lectura horitzontal).
- Amèrica principalment amb "còmics" i "novel·les gràfiques" (estàndard de 9 imatges per pàgina per a una progressió ràpida de la història).
- Àsia amb manga al Japó i els seus derivats a la Xina o Corea del Sud (estàndard d'una fina línia de guia vertical i una línia de guia horitzontal gruixuda que insisteix en la lectura imatge per imatge).

Segons les cultures de còmics de cada país, hi ha diverses denominacions per al mitjà o la forma.

### Amèrica

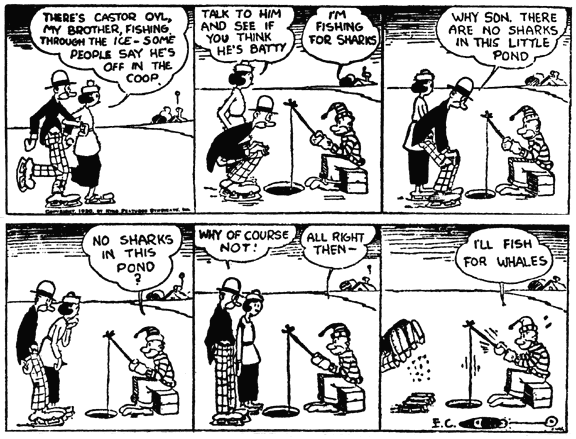
Una tira de Thimble Theatre de 1920 mostrant Olive Oyl i el seu germà Castor.

- Tira de premsa: creades al segle xix inicialment eren humorístiques (actualment diferenciades del cas general com funny). Amb el temps es van diversificar. També es diferencia entre les que apareixen a diari (daily) de les dominicals Sunday. A principis del segle xx, les tires diàries eren normalment en blanc i negre i els diumenges solien ser de color i sovint ocupaven una pàgina completa.[20]
- Comic book: revista individual, normalment impresa en color, originalment en paper de poca qualitat, ara cada vegada més en paper més cuidat, que conté històries o gags en forma seqüencial de la historieta. El contingut pot consistir en repeticions d'històries publicades prèviament o de material original, que és el més habitual. En el seu format més estàndard, el còmic consisteix en una publicació mensual de 32 pàgines + portada amb una mida aproximada de 17 x 26 cm i que conté pàgines de publicitat.
- Novel·la gràfica: llibre de tapa dura que pot tenir centenars de pàgines i que explica una història única.

Molts països simplement han traduït "còmic" a la seva llengua, com el portuguès que utilitza la forma d'origen francès "banda desenhada" o utilitza el terme americà "còmic". Altres com els brasilers utilitzen un terme més vistós i parlen d '"história em quadrinhos" (conte en taules petites). A l'Argentina, Xile, l'Uruguai, s'utilitza el terme "historieta" com a Espanya. Els joves dibuixants sovint prefereixen utilitzar el terme americà "còmic".

### Europa

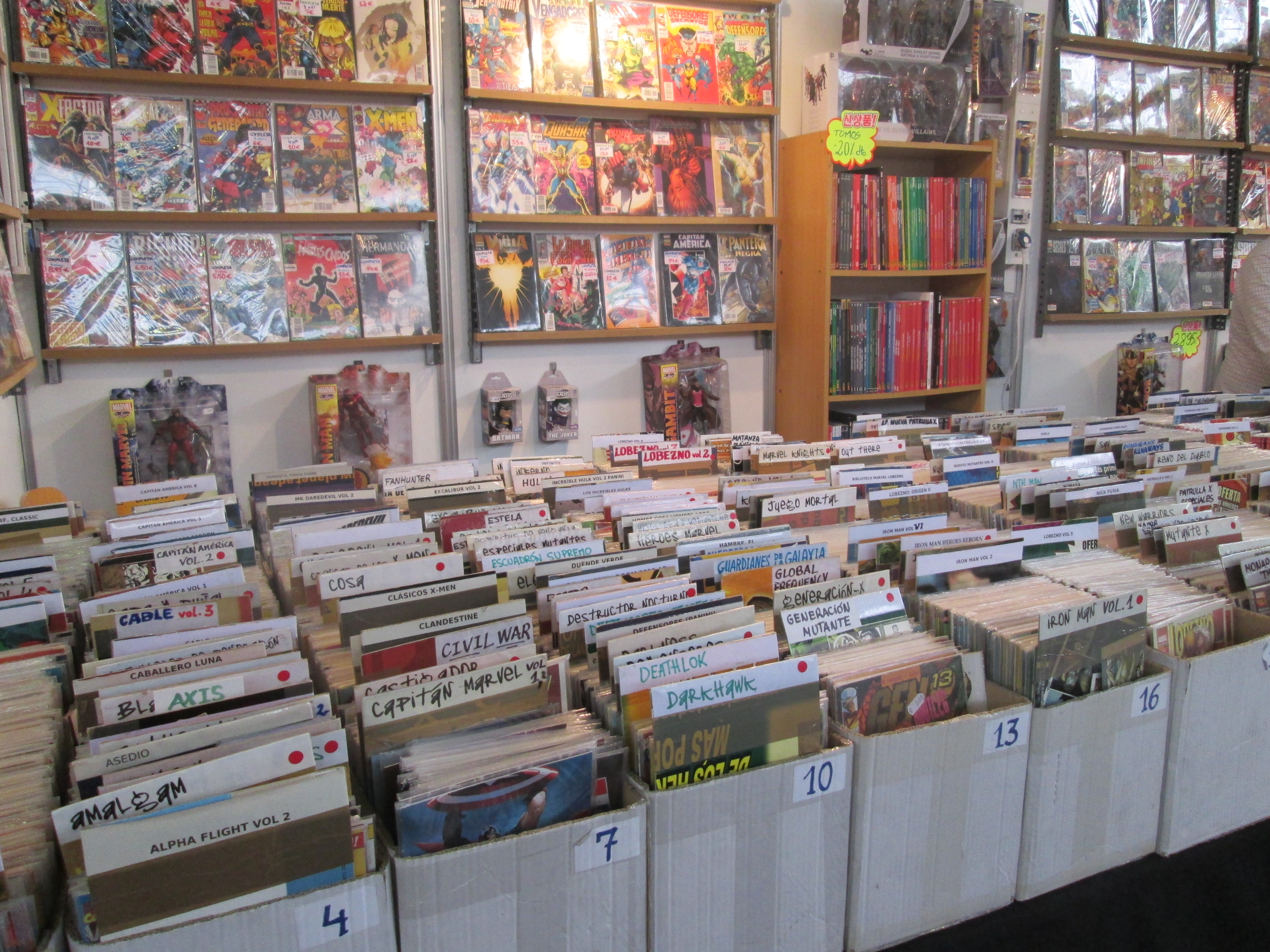
Tenda de còmics al 33è Saló Internacional del Còmic de Barcelona

- Revista de còmics: és una publicació periòdica i que, en la seva major part, barregen històries completes (gags en un full o històries completes) i històries a seguir (Spirou, Cavall Fort, TBO, etc.) o que publiquen només històries senceres. Quan l'editor també publica àlbums (Bruguera, Dupuis, etc.), el periòdic sovint serveix de mitjà de pre-publicació.
- Tegneserie o Tecknad serie: Tegneserie en noruec/danès o Tecknad serie en suec significa sèries o sèries de dibuixos.
- Fumetto: per als italians els globus semblen petits núvols de fum. Per tant, és el filacteri el que defineix la historieta aquí.
- tebeo: és el nom d'una sèrie molt destacada de còmics en castellà (TBO, el 1917) que va donar nom als còmics a Espanya. Es designen habitualment pels termes còmic (d'origen anglòfon) i historieta, aquest últim s'utilitza més habitualment per a les històries breus d'una sola tira o d'una sola pàgina.
- Digest: un tipus de format popular i de baix cost nascut després de la guerra, de mida reduïda (de mitjana 13 x 18 cm), originalment imprès en blanc i negre, que després s'alternava negre / bicolor.
- Àlbum: còmic de tapa tova o dura pròxima al format DIN A4[21] que comprenia originalment, per a àlbums de tapa dura, una seixantena de planxes, després uns quaranta, avui en dia amb més freqüència en color. Si aquest últim format és ara l'estàndard, sovint es veu desbordat tant per la mida física com pel nombre de pàgines.

### Àsia

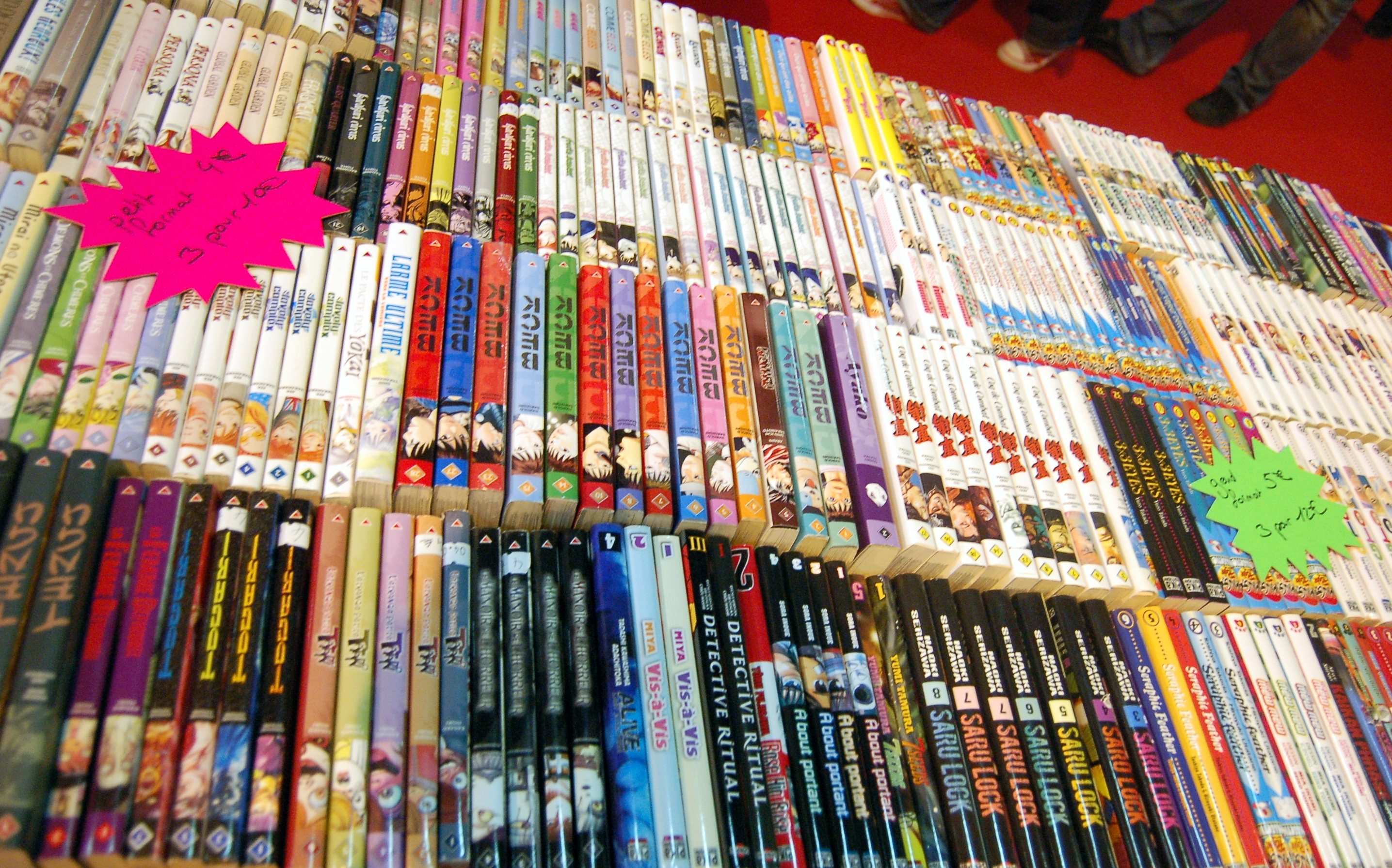
Botiga de mangas a la Convention Epitanime 2009.

- Manga: al Japó, terme encunyat per Gakyōjin Hokusai, el 1814 i que s'aplica a tot allò que s'aproxima als còmics japonesos. Manga (漫画) que es tradueix generalment com a «imatges irrisòries» (man significava originalment en xinès «desbordar, a voluntat»), «dibuixos lliures» en el sentit de lliure interpretació. El manga-ka Shōtarō Ishinomori també utilitzava la grafia 万 画, que significa «deu mil imatges».
- Amekomi: al Japó, traducció de la paraula còmic, per designar els còmics que normalment són importats d'Amèrica i traduïts al japonès.
- Lianhuanhua (连环画 «imatges encadenades»): còmics xinesos formats per petits llibres que contenen només una imatge per pàgina acompanyats d'un recitatiu, molt poques vegades amb bafarades.
- Manhua: fa referència als còmics importats del Japó i traduïts al xinès.
- Manhwa (만화, pronunciat man-h'oua): es refereix a la segona producció de còmics asiàtics a Corea després del Japó.
- Tankōbon recopilació de mangàs.

## Webcòmics
Amb l'aparició d'Internet, van aparèixer els anomenats webcòmics, que usen el format bloc per reproduir les tires còmiques que apareixen habitualment a la premsa. Molts dels webcòmics acaben recopilats en "comic books" si tenen èxit, o a la inversa, neixen per donar més difusió a l'obra en paper de l'autor (com a complement a la pàgina web personal). Macanudo, de Liniers, seria un exemple d'aquest pas al format web.

## El llenguatge del còmic

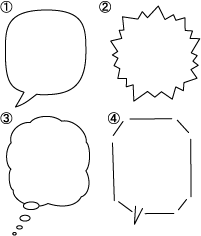
Diferents tipus de bafarada o globus.

Com a mitjà de comunicació de masses, ha influït en les societats en les que incidia i, al mateix temps, ha reflectit la societats en què s'ha generat. El còmic té un llenguatge icònic-verbal i es posa en estreta relació amb el teatre, la novel·la, la pintura, la il·lustració -publicitària o no- o la fotografia.
Un dels trets fonamentals que cal destacar en el llenguatge del còmic és la convencionalitat. Aquest concepte fa referència a la interiorització d'unes regles que fan entendre a tothom el còmic de la mateixa manera, gràcies a un seguit de recursos gràfics establerts. Així doncs, amb el grafisme s'imita el so a través de les onomatopeies; amb la successió de vinyetes per tal de representar la temporalitat, la bafarada o globus indiquen els diàlegs dels personatges o amb altres recursos expressius.
Altres convencions menys esteses són la representació de la foscor amb els ulls blancs sobre un fons negre o la carència de llums.
Amb aquesta convencionalització no només s'aconsegueix estandarditzar la lectura del còmic sinó que s'apropa l'art de dibuixar còmics a tothom, però, d'una altra banda, l'autor perd la seva llibertat creativa.

## El còmic i altres mitjans de comunicació

### El còmic i el teatre
El teatre i el còmic són arts amb acció dialogada.
El vincle existent entre ells ve determinat per l'estètica teatralitzant de la que se servia el còmic als seus inicis (tal com va passar en altres mitjans de comunicació).

### El còmic i la novel·la
La novel·la i el còmic són arts que contenen narració.
Molts dels còmics estan inspirats en novel·les. També hi ha exemples de coetanitat entre els uns i els altres.

### El còmic i la pintura
La pintura i el còmic són arts gràfiques.
En un principi només es dibuixava a ploma (vet aquí la versemblança amb la pintura). La introducció del pinzell fou el 1924, abans del Tarzan d'Arnold Foster. Amb l'arribada del pinzell s'aconseguí dotar d'un major naturalisme. El 1937, amb Burne Hogarth, el còmic va apropar-se a la pintura oriental, l'expressionisme alemany i el manierisme dels autors clàssics.

### El còmic i el cinema
El cinema i el còmic han compartit moltes vegades autors.
A vegades el còmic ha emprat plànols del cinema i àdhuc alguns personatges han estat inspirats en actors. Encara en l'actualitat, molts directors fan l'storyboard dels seus films, abans del rodatge. Moltes pel·lícules estan inspirades en còmics. També hi ha exemples de coetanitat entre els uns i els altres.

## Gèneres

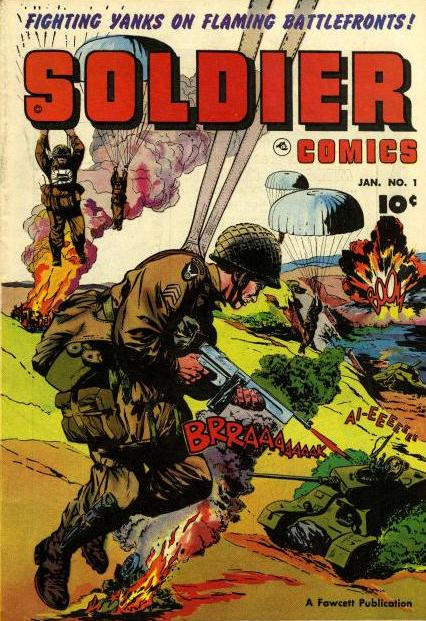
Portada de còmic de Bèl·lic

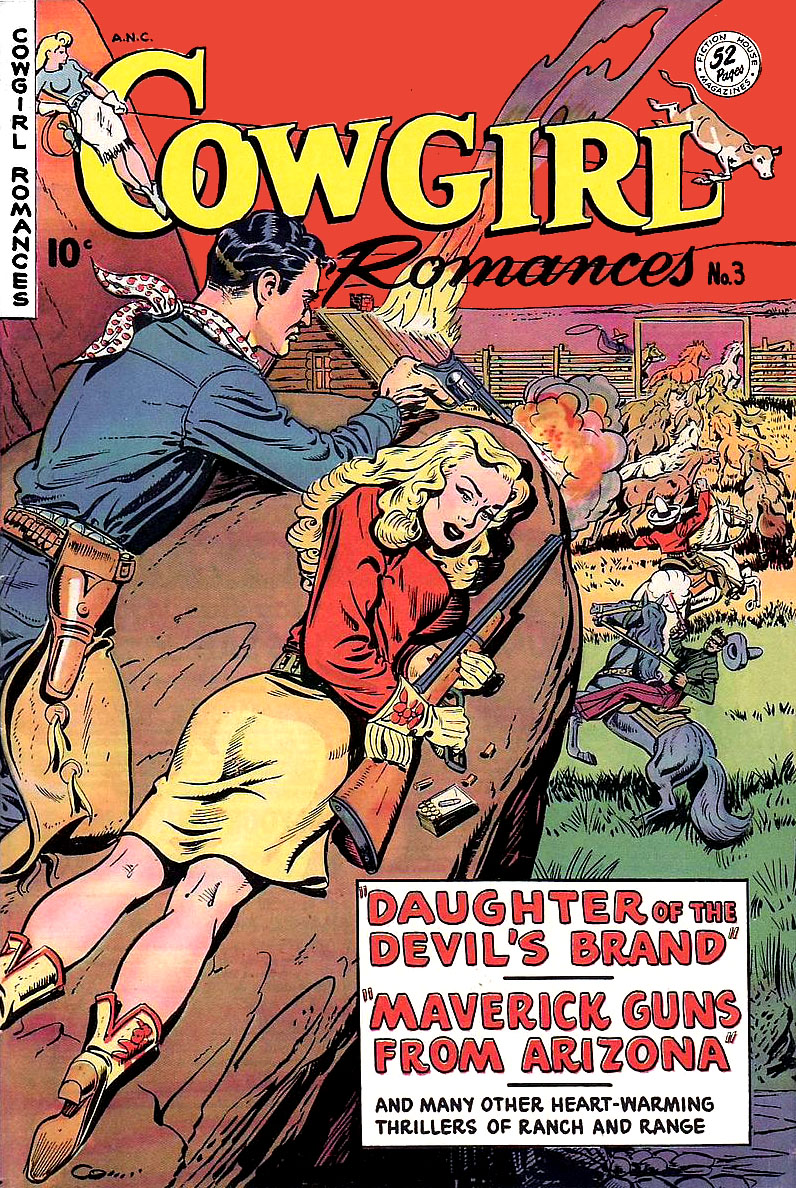
Portada de còmic de l'Oest

Un gènere de còmic és un concepte de tipus categorial que permet classificar les produccions de còmic tenint en compte el contingut (aventura, fantàstic). En un mateix còmic podem trobar diverses categories, així en un còmic d'aventures es pot trobar que el protagonista també viu una aventura romàntica en paral·lel a l'acció que acompanya a l'aventura.
Còmic d'aventures: És un dels gèneres d'acció més populars dins del còmic. Als gèneres de còmic, una de les diferenciacions que es fa, és entre còmic realista, i còmic d'humor. El còmic realista, també sol anomenar-se còmic d'aventures, perquè aquesta és una de les temàtiques més generals en aquest tipus de còmic.
Còmic bèl·lic: És aquell gènere de còmic, ambientat en les guerres modernes de principis del segle xx en endavant, amb especial atenció en la Segona Guerra Mundial.
Còmic de l'oest: Està ambientat en la seva majoria a la conquesta de l'Oest dels Estats Units, per part dels pioners nord-americans del segle xix. D'altres estils s'ambienten o s'interessen per Mèxic i l'empremta de la colonització hispànica d'aquelles terres, pel Canadà i la colonització francesa, o pels amerindis dels Estats Units, també coneguts popularment com a indis.
Fantàstic: És un dels gèneres de ficció en què pot dividir-se la producció de còmics. A pesar que la fantasia és present a molts altres gèneres de còmic i, en la seva concepció més àmplia, pot abastar la historieta de ciència-ficció i la de terror, el més habitual és concedir-los una entitat diferent. En termes generals, pot afirmar-se que el còmic és un mitjà especialment propici per al gènere fantàstic, atès que l'"absoluta llibertat del llapis davant la pàgina en blanc dona a l'artista la capacitat de proposar el més delirant dels mons possibles amb l'únic límit de la seva imaginació" 
- Fantasia heroica: La fantasia heroica o fantasia èpica és un subgènere del Còmic fantàstic, que es caracteritza per la presència d'éssers mitològics o inventats (dracs, elfs, etc.)

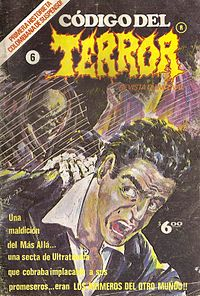
Portada de còmic de Terror

Còmic de ciència-ficció: En aquests còmics les històries que es narren succeeixen en el futur, en el passat, en dimensions paral·leles o en alguns casos en altres planetes o poden arribar a conviure els humans amb diferents races d'alienígenes.
- Space opera: És un subgènere de ficció on es relaten històries sobre aventures tractades de forma romàntica i que en la major part dels casos tenen lloc a l'espai

Portada de còmic Femeni

Superherois: En els còmics de superherois hi ha personatges de ficció les característiques dels quals superen les de l'heroi clàssic, generalment amb superpoders. Legalment, només els personatges pertanyents a Marvel Comics o a DC Comics poden fer-se anomenar "superherois", ja que és una marca registrada als Estats Units.
Còmic de terror: En les historietes d'aquests còmics s'inclouen element o personatge sobrenaturals per tal d'aconseguir produir por o bé inquietud en el lector. Un altre recurs per tal d'aconseguir-ho són les escenes amb fantasmes, sang, cadàvers o zombis. Alguns recreen situacions de terror psicològic.
Còmic d'humor: És un dels gèneres del còmic, en el que l'estil, el guió o el plantejament de la historieta està pensat per fer riure. Neix de l'adaptació de les històries gràfiques humorístiques de la premsa del segle xix, per tant, el gènere d'humor és pràcticament el primer que apareix en la història del còmic. Dintre d'aquest, hi trobem el còmic satíric derivat de l'humor gràfic.
Còmic eròtic: És un gènere de còmic que es caracteritza per l'explotació de diversos elements relacionats amb la luxúria, que solen incloure la temàtica eròtica, l'homoerotisme, la presentació del nu i el semi-nu, la temàtica relacionada amb la sexualitat i la presentació de material explícit (presentació de sexe explícit).
- Hentai: És un terme japonès que significa, literalment, «transformació», «desviació» o «perversió». A Occident s'acostuma a utilitzar per descriure un manga, o sèrie d'animació o videojoc que té contingut eròtic o pornogràfic.

Manga: El manga és el còmic japonès. Inclou una àmplia gamma de temes: acció-aventura, romanç, esports, drama històric, comèdia, ciència-ficció-fantasia, misteri, terror, sexualitat, el món de les empreses i el comerç entre d'altres.
Còmic femení: És un estil de còmic que va dirigit a un públic femení, encara que això no vol dir que no pugui ser llegit per qualsevol altre públic lector. De fet, té la mateixa estructura de dibuix i narrativa que qualsevol altre còmic.
Còmic Sèrie negra: És un estil de còmic, en el que el crim, sigui de la modalitat que sigui, hi és gairebé sempre present. Una altra de les característiques és que les seves pàgines se centren en: Les activitats d'un detectiu privat o bé d'un agent de la llei.
Còmic biogràfic: Sol explicar la vida d'alguna persona, en concret molts d'ells de personatges famosos, tot resumint-ne la vida. Va molt lligat amb el còmic històric, perquè sovint les persones biografiades també han destacat pel seu paper a la història de la humanitat.
Còmic històric: Aquests còmics recreen esdeveniments històrics.
Còmic d'esports: El Còmic d'esports, és aquell gènere o subgènere de còmics ambientat en el món de l'esport. En aquests còmics els personatges viuen les seves aventures o alguna activitat en competicions relacionades amb l'esport. Algun dels personatges o sèries d'aquest gènere són; Pepe "el hincha", Eric Castel i Olimán entre d'altres.
Còmic periodístic: és un gènere del còmic de no-ficció i una forma de periodisme mitjançant les formes del còmic.

## Estudis de còmics
De manera similar als problemes de definir literatura i cinema, no s'ha assolit cap consens sobre la definició del mitjà de còmic, i els intents de definicions i descripcions han estat víctimes de nombroses excepcions. Teòrics com Töpffer, RC Harvey, Will Eisner,David Carrier, Alain Rey, i Lawrence Grove destaquen la combinació de text i imatges,, tot i que hi ha exemples destacats de còmics de pantomima al llarg de la seva història. Altres crítics, com Thierry Groensteen i Scott McCloud, han subratllat la primacia de les seqüències d'imatges. Cap al final del segle xx, els descobriments de diferents cultures de les tradicions de còmic de cadascú, el redescobriment de les primeres formes de còmic oblidades i l'aparició de noves formes van fer de la definició del còmic una tasca més complicada.
Els estudis de còmic europeus van començar amb les teories de Töpffer sobre la seva pròpia obra a la dècada de 1840, que posaven èmfasi en les transicions de panells i la combinació visual-verbal. No es va fer cap progrés fins a la dècada de 1970. Pierre Fresnault-Deruelle va adoptar un enfocament de la semiòtica per a l'estudi del còmic, analitzant les relacions text-imatge, a nivell de relacions d'imatges a la pàgina, i discontinuïtats d'imatges, o allò que Scott McCloud va anomenar posteriorment "tancament" (closure). El 1987, Henri Vanlier va introduir el terme multicadre, o "multimarc", per referir-se a la pàgina de còmics com una unitat semàntica. A la dècada de 1990, teòrics com Benoît Peeters i Thierry Groensteen van dirigir l'atenció a les opcions creatives dels artistes poïetics. Thierry Smolderen i Harry Morgan han mantingut opinions relativistes de la definició de còmic, un mitjà que ha pres diverses formes igualment vàlides al llarg de la seva història. Morgan veu els còmics com un subconjunt de les littératures dessinées (literatures dibuixades). La teoria francesca ha prestant especial atenció a la pàgina, a diferència de les teories estatunidenques com les de McCloud, que se centren en les transicions de vinyeta a vinyeta. A mitjans de la dècada de 2000, Neil Cohn va començar a analitzar com s'entenen els còmics mitjançant eines de la ciència cognitiva, que s'estenen més enllà de la teoria mitjançant experiments psicològics i de neurociències reals. Aquest treball ha argumentat que les imatges seqüencials i els dissenys de pàgina utilitzen "gramàtiques" separades de regles per entendre's que s'estenen més enllà de les transicions de vinyeta a vinyeta i de les distincions categòriques dels tipus de dissenys, i que la comprensió dels còmics per part del cervell és similar a la comprensió en altres dominis, com ara el llenguatge i la música.
Les narracions històriques del manga tendeixen a centrar-se en la seva història recent, posterior a la Segona Guerra Mundial, o en els intents de demostrar arrels profundes en el passat, com ara el Chōjū-jinbutsu-giga, desplaçament amb imatges dels segle xii i segle xiii, o el Hokusai Manga de principis del segle xix. La primera visió històrica dels còmics japonesos va ser la de Seiki Hosokibara el 1924. Les primeres crítiques japoneses de la postguerra eren principalment de naturalesa política d'esquerres fins a la publicació del 1986 de "現代漫画の全体像" (Manga modern: la imatge completa) de Tomofusa Kure, que va emfatitzar la política a favor d'aspectes formals, com l'estructura i una “gramàtica” del còmic. El camp dels estudis de manga van augmentar ràpidament, apareixent nombrosos llibres sobre el tema a la dècada de 1990. Teories formals de manga s'han centrat a desenvolupar una "teoria de l'expressió del manga", amb èmfasi en les relacions espacials en l'estructura de les imatges de la pàgina, distingint el mitjà del cinema o la literatura, en què el flux de temps és l'element bàsic d'organització. Els cursos d'estudis sobre còmics han proliferat a les universitats japoneses i 日本マンガ学会 (Societat japonesa per a l'estudi de la caricatura i el còmic) es va crear el 2001 per promoure l'educació en els còmics. La publicació de Frederik L. Schodt de Manga! Manga! The World of Japanese Comics el 1983 va conduir a l'ús de la paraula manga fora del Japó per significar "còmics japonesos" o "còmics a l'estil japonès".
Coulton Waugh va intentar la primera història completa del còmic americà amb The Comics (1947). El documental de Will Eisner Comics and Sequential Art (1985) i la de Scott McCloud Understanding Comics (1993) van ser els primers intents en anglès de formalitzar l'estudi dels còmics. The Aesthetics of Comics (2000) de David Carrier va ser el primer tractament complet del còmic des d'una perspectiva filosòfica. Els intents destacats nord-americans de definir els còmics inclouen Eisner, McCloud i Harvey. Eisner va descriure el que va anomenar "art seqüencial" com "l'arranjament d'imatges o imatges i paraules per narrar una història o dramatitzar una idea"; Scott McCloud va definir els còmics com a "imatges pictòriques i altres juxtaposades en una seqüència deliberada, destinades a transmetre informació i / o a produir una resposta estètica en l'espectador" (the arrangement of pictures or images and words to narrate a story or dramatize an idea), una definició estrictament formal que desvinculava els còmics de les seves formes històriques i culturals. RC Harvey va definir els còmics com "narracions o exposicions pictòriques en què les paraules (sovint lletrades a l'àrea de la imatge dins dels globus de veu) solen contribuir al significat de les imatges i viceversa". Cada definició ha tingut els seus detractors. Harvey va veure que la definició de McCloud excloïa les caricatures d'una sola imatge,, i es va oposar a McCloud en que no emfatitzés que “la característica essencial dels còmics és la incorporació de contingut verbal”. Aaron Meskin va veure les teories de McCloud com un intent artificial de legitimar el lloc del còmic en la història de l'art.
L'estudi intercultural dels còmics es complica per la gran diferència de significat i abast de les paraules per a "còmics" en diferents idiomes. El terme francès per a còmics, bandes dessinées ("tira dibuixada") posa l'accent en la juxtaposició d'imatges dibuixades com a factor definidor, que pot implicar l'exclusió de còmics fins i tot fotogràfics. El terme manga s'utilitza en japonès per indicar totes les formes de còmics, cartoon, i caricatura.